# Historica Canada
Historica Canada es una organización benéfica canadiense dedicada a promover el estudio de la historia, la cultura y las costumbres del país. Todos sus programas se ofrecen de manera bilingüe (inglés-francés) y llegan a más de 20 millones de canadienses cada año.

## Historia
Historica Canada' es una organización benéfica canadiense llamada oficialmente Historica-Dominion Institute, tras la fusión de dos grupos preexistentes hasta 2009, la Fundación Histórica de Canadá y el Instituto Dominion ( Dominion Institute ). En septiembre de 2013 adaptó su nombre a la forma actual. Anthony Wilson-Smith ha sido presidente y CEO de la organización desde septiembre de 2012, con la junta directiva presidida (a partir de enero de 2021 ) por el cofundador de First National Financial, Stephen Smith. Entre sus programas más conocidos figuran su colección de Minutos del patrimonio (Heritage Minutes) - viñetas de 60 segundos que recuerdan importantes episodios de la historia de Canadá - y The Canadian Encyclopedia. Historica Canada realiza regularmente encuestas de opinión pública y crea videos educativos, podcasts y herramientas de aprendizaje. También opera el programa juvenil Encuentros con Canadá ( Encounters with Canada) con sede en Ottawa.

## Programas actuales

### Canada During COVID-19
Para conmemorar la era del COVID-19 para generaciones futuras, Historica Canada lanzó el programa Canadá durante el COVID-19, un "archivo vivo" de la experiencia canadiense durante la pandemia de coronavirus que comenzó en abril de 2020. Historica Canada invitó a cuantas personas lo quisieran a agregar a este proyecto de base de datos cualquier documento - ya sea a través de fotografía, video, GIF, música, arte o escritura - utilizando el hashtag del proyecto y etiquetando la página del proyecto en Instagram y otras redes sociales.

### Indigenous Arts & Stories
Indígenous Arts & Stories, en pausa para el año 2019/2020, es la mayor competencia de arte y escritura creativa para los jóvenes indígenas en Canadá. Comenzando en 2005 como una competencia de escritura exclusivamente, el concurso se expandió para aceptar presentaciones de arte en 2010-2011.
El programa invita a artistas de Las primeras naciones, Métis e Inuit de entre 11 y 29 años a interpretar un aspecto de su cultura y patrimonio a través de las artes literarias y visuales. Las presentaciones ganadoras son revisadas y seleccionadas por un jurado (uno para las artes y otro para las historias) de autores indígenas, artistas y líderes comunitarios. El concurso nació de un proyecto conjunto del Instituto Dominion y Doubleday Canada: Our Story, una compilación de cuentos cortos que reúne a 9 autores canadienses, incluidos Thomas King, Tomson Highway y Tantoo Cardenal. En sus 15 años de funcionamiento, más de 5.500 jóvenes han participado en el programa de Arte e Historia Indígena.